# Armand Pillot
Pour les articles homonymes, voir Pillot.
Armand Pillot est un homme politique français né le 20 décembre 1892 à Nantes (Loire-Inférieure) et mort le 28 janvier 1953 dans le 18e arrondissement de Paris.

## Biographie
Électricien puis mécanicien, militant socialiste puis communiste, il devient responsable syndical à l'Union syndicale de la métallurgie et conseiller prud'homal. Il prend ensuite des responsabilités au sein du Parti communiste français dont il devient secrétaire de rayon puis membre du bureau régional de la Région parisienne. Battu aux élections législatives de 1928 dans le 18e arrondissement de Paris sous les couleurs du Bloc ouvrier et paysan, il est élu comme candidat de Front populaire en 1936, battant le sortant conservateur.
Député actif essentiellement sur les problèmes sociaux, il adhère au groupe Ouvrier et paysan français quand le groupe parlementaire du PCF est dissous en 1939, mais le quitte quelques jours plus tard, ce qui lui permet de conserver son mandat. Il vote, le 10 juillet 1940, en faveur de la remise des pleins pouvoirs au Maréchal Pétain. Il fait ensuite partie de la petite équipe de communistes qui, autour de Marcel Gitton et Marcel Capron, décide de jouer le jeu de la collaboration en constituant le Parti ouvrier et paysan français.

## Sources
- « Armand Pillot », dans le Dictionnaire des parlementaires français (1889-1940), sous la direction de Jean Jolly, PUF, 1960 [détail de l’édition]